# Calliphaula leucippe
Calliphaula leucippe är en skalbaggsart som först beskrevs av Bates 1881.  Calliphaula leucippe ingår i släktet Calliphaula och familjen långhorningar. Inga underarter finns listade.